# Gambroides nimbipennis
Gambroides nimbipennis là một loài tò vò trong họ Ichneumonidae.